# EADS Talarion
El EADS Talarion es un vehículo aéreo no tripulado cuyo diseño fue cancelado, pero que iba a ser diseñado por el consorcio aeronáutico europeo EADS para satisfacer las futuras necesidades militares europeas de reconocimiento, inteligencia, y vigilancia. Su nombre viene de Talaria, las sandalias aladas del Dios griego Hermes. Cada sistema se componía de tres aviones con dos motores en cada aparato, para que en el caso de avería en uno de ellos, pueda seguir desempeñando su función o volver a su base; El sistema incluía también una estación terrestre móvil para el seguimiento y la evaluación de los datos, un radar AESA y un sistema de sensores en la parte baja de su fuselaje modular, pudiendo disponer de distintas configuraciones.

## Historia
El Talarion, surge como un medio para que Europa consiga autonomía propia en la capacidad de fabricación de la próxima generación de vehículos aéreos no tripulados de media altitud y largo alcance (UAV MALE), rompiendo la exclusividad que tienen en el mercado las plataformas norteamericanas e israelíes.
Desarrollado inicialmente a partes iguales por España, Francia y Alemania, es la respuesta europea al Global Hawk estadounidense, diseñando un sistema propio de nueva generación de vehículos aéreos no tripulados de media altitud y largo alcance (MALE), que podría utilizarse para distintas misiones de seguridad y vigilancia, como lucha contra la piratería, control de drogas, protección de fronteras y gestión de crisis naturales y ecológicas, utilizando para ello varios sistemas de vigilancia funcionando de forma simultánea y en conjunto para procesar los datos combinados de, por ejemplo, cámaras ópticas e infrarrojas.
Sin embargo, el proyecto Talarion ha estado y está marcado por los problemas; Inicialmente se acordó que cada uno de los tres países integrantes aportasen cada uno 500 millones de €, pero en 2010, EADS pidió otros 1.500 millones adicionales, llegando su coste total a los 3.000 millones de € ante lo que los países integrantes se negaron a asumir el sobrecoste, ya que en el contexto de crisis en el que se desarrollaban los hechos, era inasumible abonar el doble del coste total del programa Global Hawk solamente en la investigación y el desarrollo de la nueva plataforma de EADS.
Ante esta situación, EADS amenazó con paralizar el desarrollo del Talarion si los socios no asumían los 1.500 millones de € de sobrecoste, pero debido a la negativa de estos, EADS propuso en un principio bajar el precio del sistema y más tarde buscar un cuarto socio, que encontró en la turca Turkish Aerospace Industries (TAI).
En 2011 Francia, mediante Dassault Aviation, se unió a la británica BAE Systems para iniciar el desarrollo del Telemos un avión no tripulado similar al MQ-9 Reaper, (después de interesarse el país galo por este aparato), con el fin de fortalecer su industria de aviones no tripulados y no depender de terceros países.
Este hecho, junto con la firma de Alemania con la estadounidense Northrop-Grumman, para la fabricación bajo local licencia del Global Hawk, integrando en el paquete de sistemas informáticos, electrónicos y ópticos que Cassidian había fabricado para que los países socios del Talarion los incluyesen en el aparato de EADS y el ofrecimiento por parte de Indra Sistemas y Thales Group al ejecutivo español de un sistema basado en el IAI Eitan, con un ahorro de 1.000 millones de €, al estar basado este una plataforma ya existente, levantó serias dudas sobre el futuro del Talarion, ya que tampoco Francia aclaró si desarrollaría paralelamente dos programas de aviones no tripulados o si se centrará en el Telemos, abandonando el Talarion, resultando cancelado el programa en marzo de 2012.

## Especificaciones técnicas[15]

### Características generales
- Tripulación: 2 (un piloto y un operador de equipos)
- Carga:  800 kg
- Longitud: 12 m
- Envergadura: 28 m
- Altura: 4,5 m
- Superficie alar: 11,5
- Peso vacío: 7000 kg
- Planta motriz:   . cada uno.

### Rendimiento
- Velocidad máxima operativa (Vno): 555 km/h
- Radio de acción: km
- Alcance en combate: 20 h
- Techo de vuelo: 3048-15 240 m

### Aeronaves similares
- Northrop Grumman RQ-4 Global Hawk
- IAI Eitan

### Listas relacionadas
- Anexo:Vehículos aéreos no tripulados